# Susana Ferrari Billinghurst

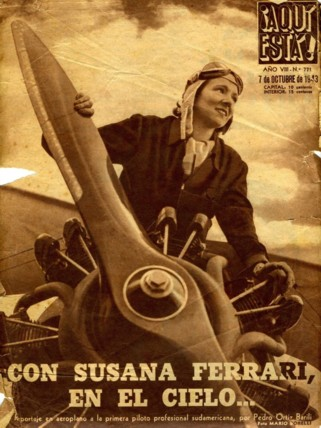
Portada Revista 1943.

Susana Ferrari Billinghurst (1914-1999) fue una aviadora argentina de origen italiano y anglo-irlandés, nacida en Buenos Aires, que marcó un hito en la aviación, al convertirse en la primera mujer en obtener licencia comercial en el continente de América del Sur en el año 1937. La aviadora era la hija de Alfredo Ferrari de Micheli, militar italiano y Mayor del Ejército en Artillería, y de Doña Rosa Billinghurst y Kidd-Lynch.

## Antecedentes familiares
Hija del condecorado militar  Alfredo Ferrari (militar) apodado Lieutenant Dieu en la Guerra Greco-Turca de 1897
Sobrina del aviador Lisandro Billinghurst

Nieta de Mariano Billinghurst, empresario de tranvía inglés en Buenos Aires.
Bisnieta del General inglés Robert Billinghurst que actuó en la segunda invasión de Buenos Aires en 1807.
Prima de Guillermo Billinghurst, presidente del Perú.

## Hazañas

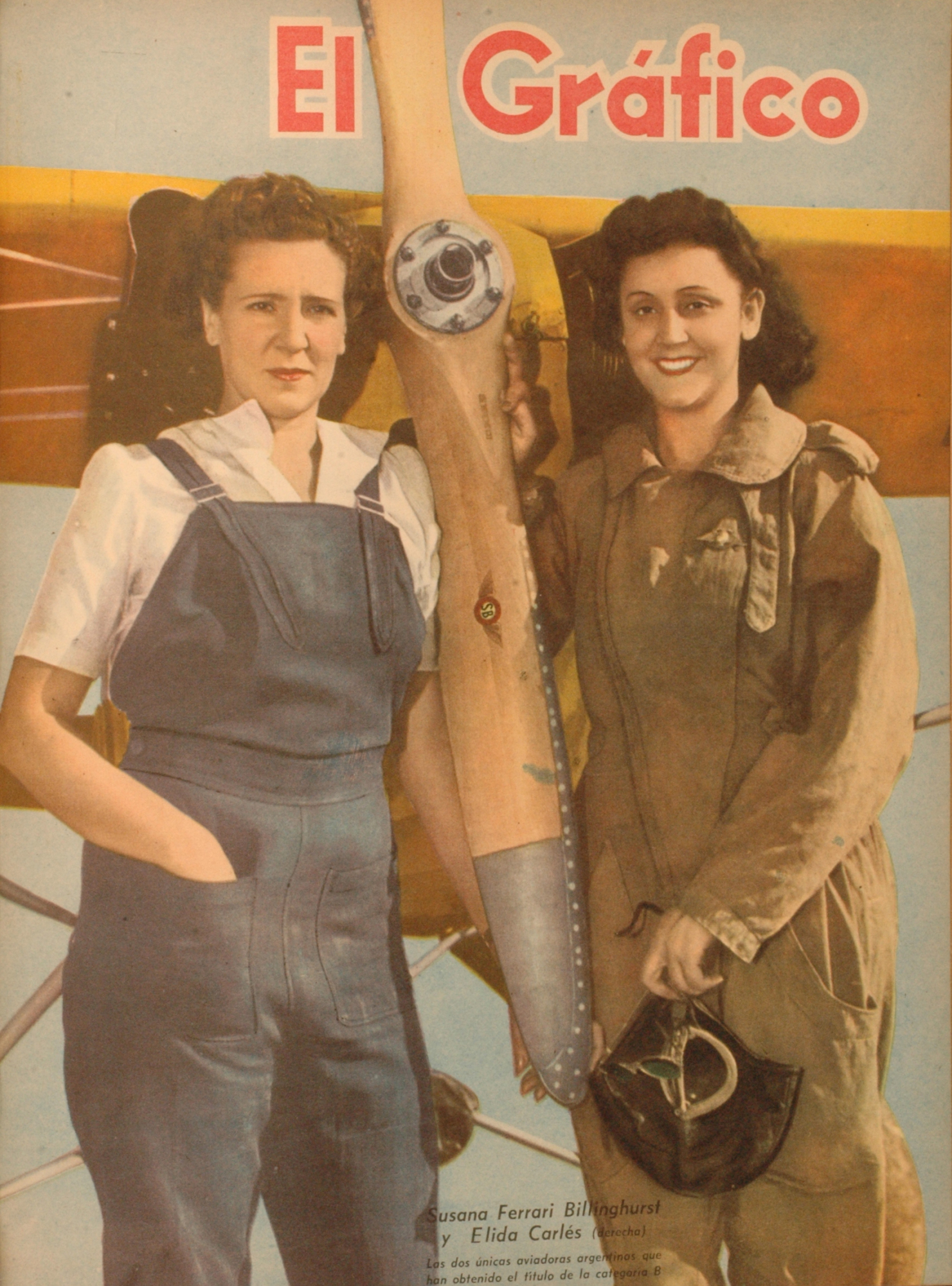
Las aviadoras argentinas Susana Ferrari Billinghurst y Elida Carlés en la tapa de la revista El Gráfico del 29 de enero de 1943.

Entre las múltiples hazañas cómo aviadora argentina:
- En 1940 voló un anfibio Sikorsky desde Panamá a Argentina.

- Fue testigo presencial del accidente mortal de su amiga y célebre aviadora Carola Lorenzini.

- En noviembre de 1943 realizó junto a otras dos aviadoras un vuelo al Uruguay, en representación oficial del Estado de Argentina.

- Esposa del aviador argentino Andrés Pedraza su incipiente carrera como aviadora sería trastocada cuando en junio de 1955 un grupo de aviadores sediciosos junto a políticos de la UCR se levantaron contra el orden constitucional y bombardearon Plaza de Mayo causando más de 300 asesinatos de ciudadanos. Su esposo se negó a participar del acto terorristas y dos meses después se negó a sublevarse contra el gobierno constitucional de Juan Domingo Perón en Septiembre de ese año. Con la toma del poder por parte de Eduardo Lonardi e Isaac Rojas Pedraza fue arrestado en la isla Manuel García por no haberse plegado al golpe de Estado, tanto el como su esposa Susana Ferrari fueron excluidos, fueron vetados de cualquier vuelo comercial y se les negó permisos para volar. La situación del matrimonio se agravó tras una campaña contra el peronismo por parte de medios cercanos al régimen dictatorial de Aramburu y Lonardi entre ellos La Prensa que público imágenes de la vista de la aviadora a Eva Perón durante la campaña de Evita a favor de la aprobación del voto femenino y los derechos de las mujeres en 1952, tras la campaña de hostigamiento junto a su marido en 1956 se exilian en Chile durante dos años.[1]